# Amt Horst-Herzhorn
La comunità amministrativa di Horst-Herzhorn (Amt Horst-Herzhorn) si trova nel circondario di Steinburg nello Schleswig-Holstein, in Germania.

## Suddivisione
Comprende 12 comuni:
1. Altenmoor (212)
2. Blomesche Wildnis (636)
3. Borsfleth (727)
4. Engelbrechtsche Wildnis (833)
5. Herzhorn (1 162)
6. Hohenfelde (886)
7. Horst (5 754)
8. Kiebitzreihe (2 199)
9. Kollmar (1 650)
10. Krempdorf (231)
11. Neuendorf b. Elmshorn (841)
12. Sommerland (750)

Il capoluogo è Horst.
(Tra parentesi i dati della popolazione al 31 dicembre 2021)